# Fiat 124 Sport Spider
De Fiat 124 Sport Spider is een roadster die van medio 1966 tot zomer 1985 als modelvariant van de Fiat 124 werd geproduceerd door de Italiaanse autofabrikant FIAT en later in opdracht van FIAT door Pininfarina.

## Geschiedenis
De Fiat 124 Sport Spider werd geïntroduceerd in 1966 en aangepast in het voorjaar van 1969 en de zomer van 1972. De doorontwikkeling was echter veel minder opvallend dan bij de 124 Coupé. De belangrijkste wijziging betrof de nieuwe, krachtigere en betrouwbaardere generatie motoren.
Vanaf september 1972 werden ook Sport Spiders met 1756 cm³ motor (94 kW) en de toevoeging Abarth gebouwd. De Abarth Fiat 124 Rally was het homologatiemodel voor de rallysport en werd geleverd met een vaste hardtop in plaats van de softtop en rubberen stootbuffers in plaats van bumpers. Om het gewicht te verminderen, waren de motorkap en het kofferdeksel gemaakt van zwarte kunststof en de achterwielen waren afzonderlijk opgehangen in plaats van de standaard gebruikte starre as.
De Fiat 124 Sport Spider werd in 1966 voorgesteld met een 1,4-liter motor die 90 pk (66 kW) leverde. Tot 1979 was het motorvermogen met de introductie van nieuwe 1,6-liter motoren gestegen tot 110 pk (81 kW). Vanaf 1972 werd de Sport Spider ook aangeboden met een 1,8-liter motor die met een vierversnellingsbak 114 pk (84 kW) leverde en 118 pk (87 kW) met een vijfversnellingsbak.
De vanaf begin 1978 geproduceerde auto's hadden een 2,0-liter motor en werden met maximaal 100 pk (74 kW) als Fiat Spider 2000 verkocht. Van 1972 tot 1974 was de Abarth-versie van de 124 Sport Spider uitgerust met een 1,8-liter motor die 128 pk (94 kW) leverde.

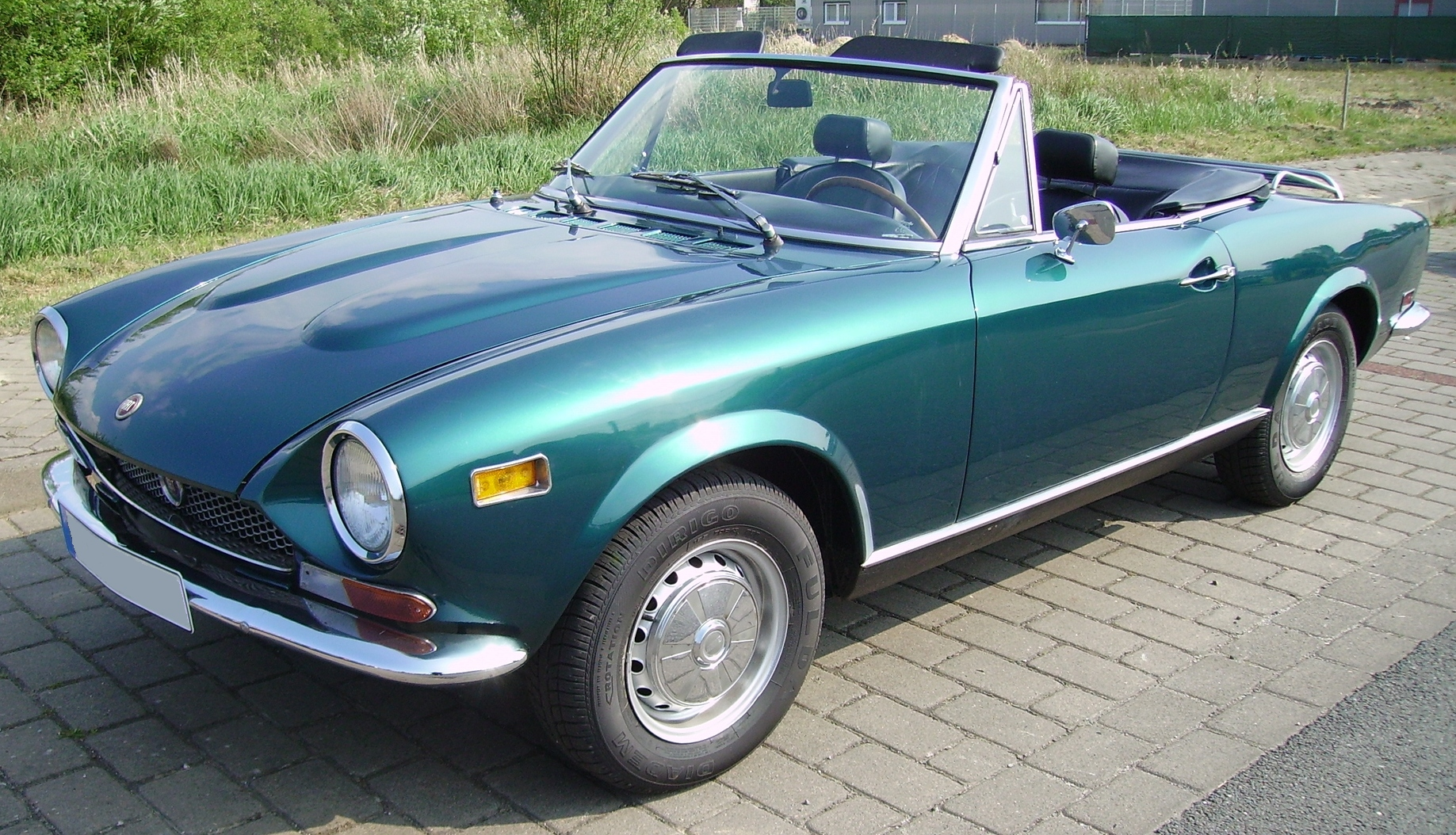
Fiat 124 Sport Spider (1972-1978)
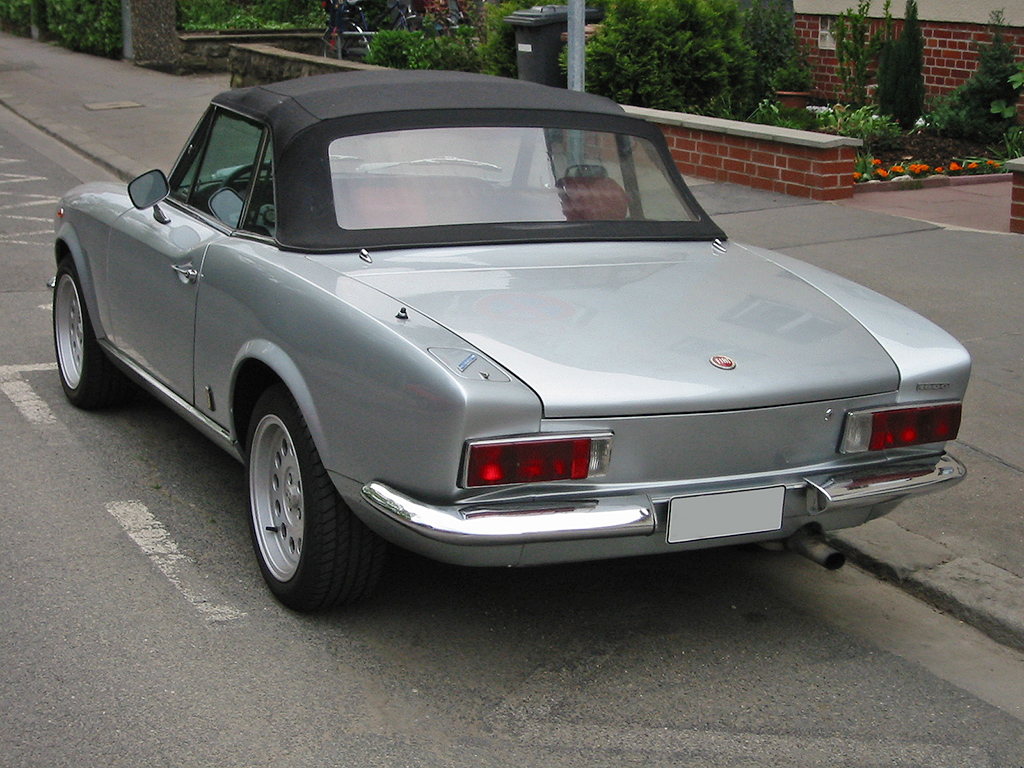
Achteraanzicht
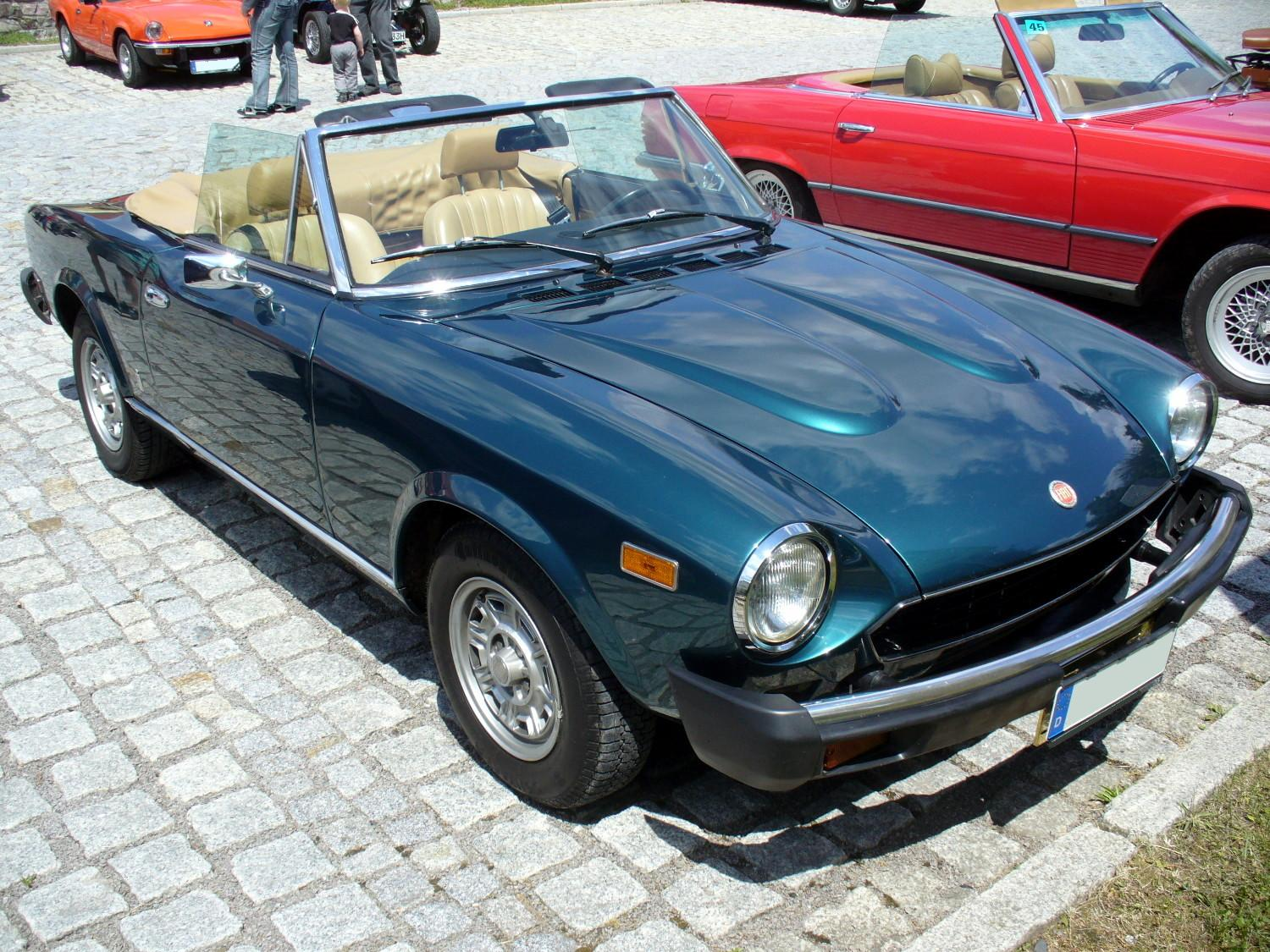
Fiat Spider 2000 (1978-1981)
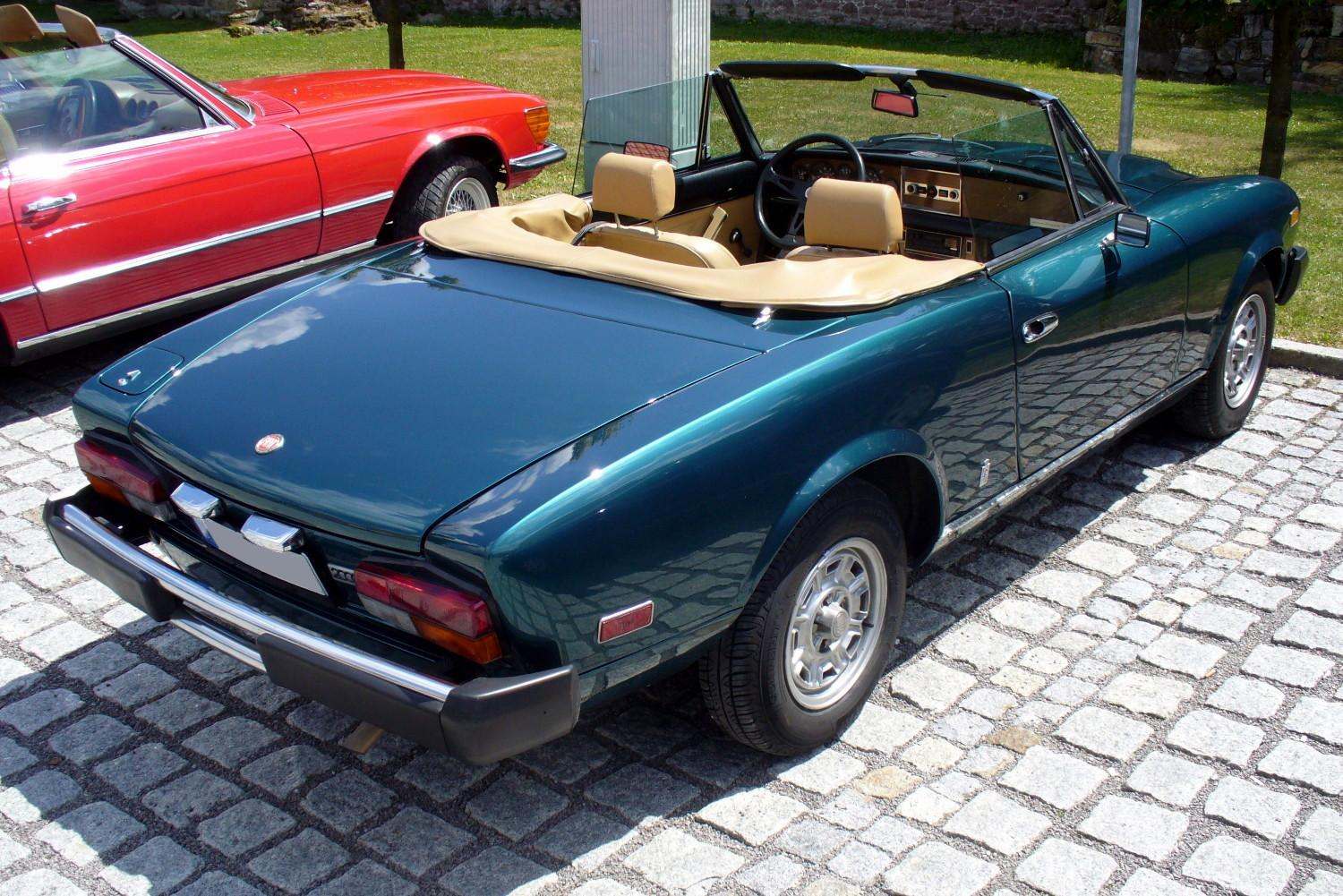
Achteraanzicht
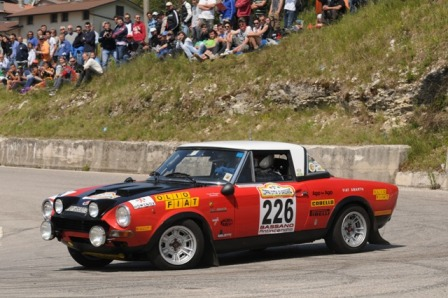
Abarth Fiat 124 Rally

### Pininfarina
Toen FIAT in het najaar van 1981 de Spider uit het assortiment haalde, werd de auto nog tot de zomer van 1985 geproduceerd in de Pininfarina-fabriekshallen en onder de modelnaam Pininfarina Spidereuropa verkocht via het FIAT-dealernetwerk. Dit model had een 2,0-liter injectiemotor met 105 pk (77 kW), die kort voor het einde van de productie in juli 1985 nog een katalysator kreeg.
In 1983 lanceerde Pininfarina als speciale editie 500 door Abarth getunede en individueel genummerde exemplaren van de Spidereuropa Volumex met Rootscompressor. Met zijn 135 pk (99 kW) uit een cilinderinhoud van twee liter was de Volumex sterker dan zijn "eeuwige rivaal", de Alfa Romeo Spider. Terwijl de andere Fiat 124 Sport Spiders topsnelheden tot 175 km/u bereikten, haalde de Volumex 190 km/u.
De productie van de Fiat 124 Sport Spider werd in juli 1985 na 19 jaar en bijna 200.000 geproduceerde exemplaren stopgezet.

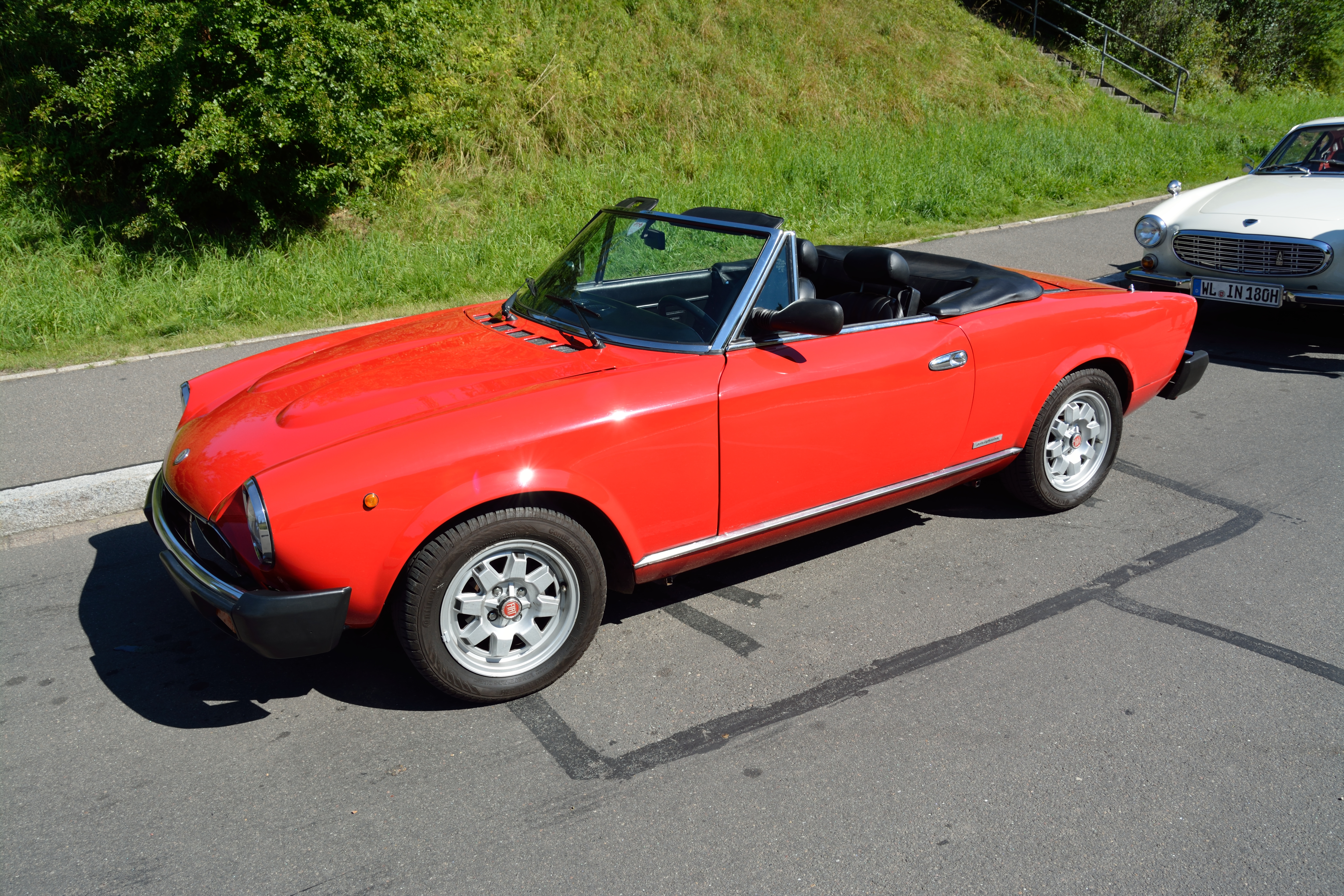
Pininfarina Spidereuropa (1981-1985)
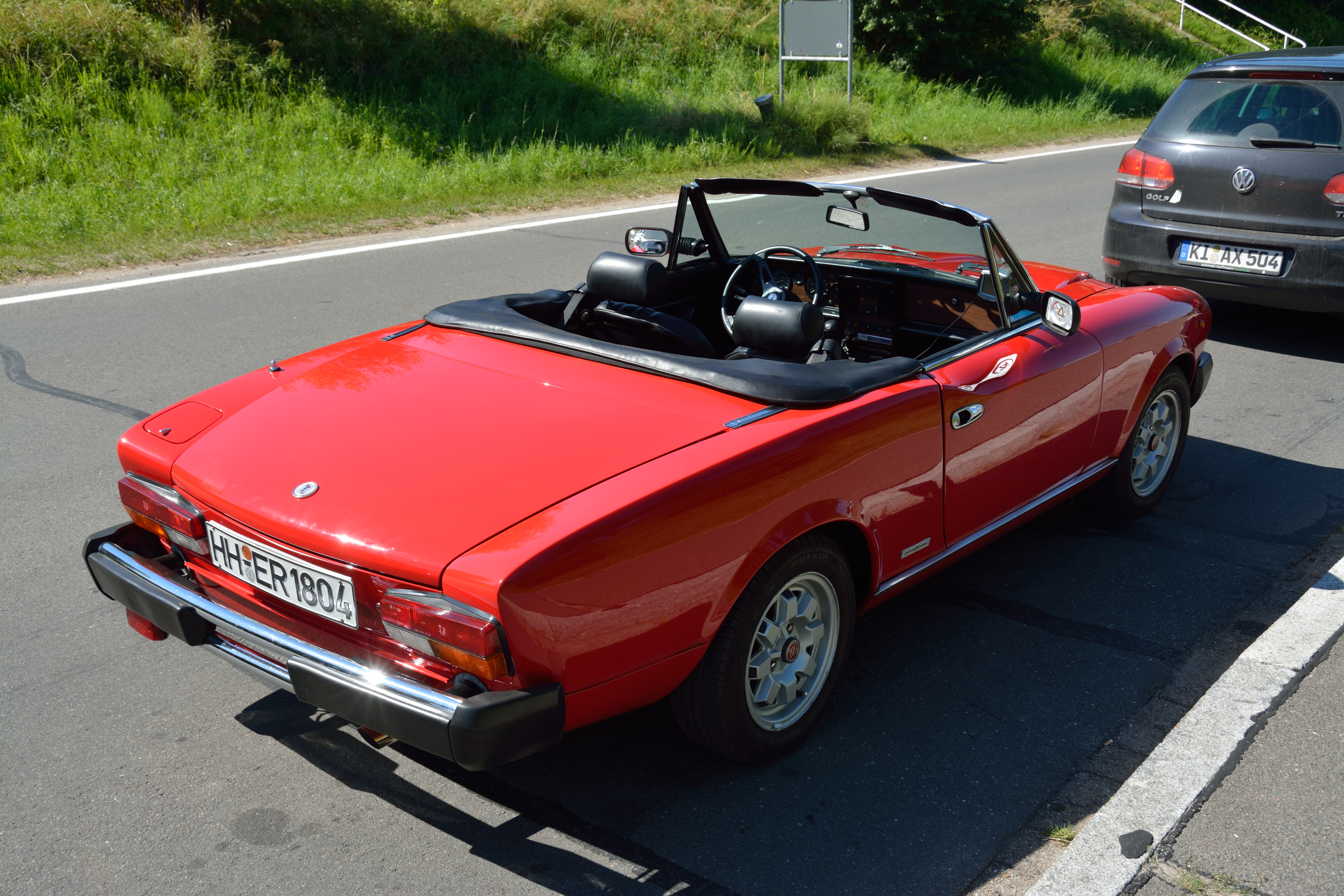
Achteraanzicht

### 2016

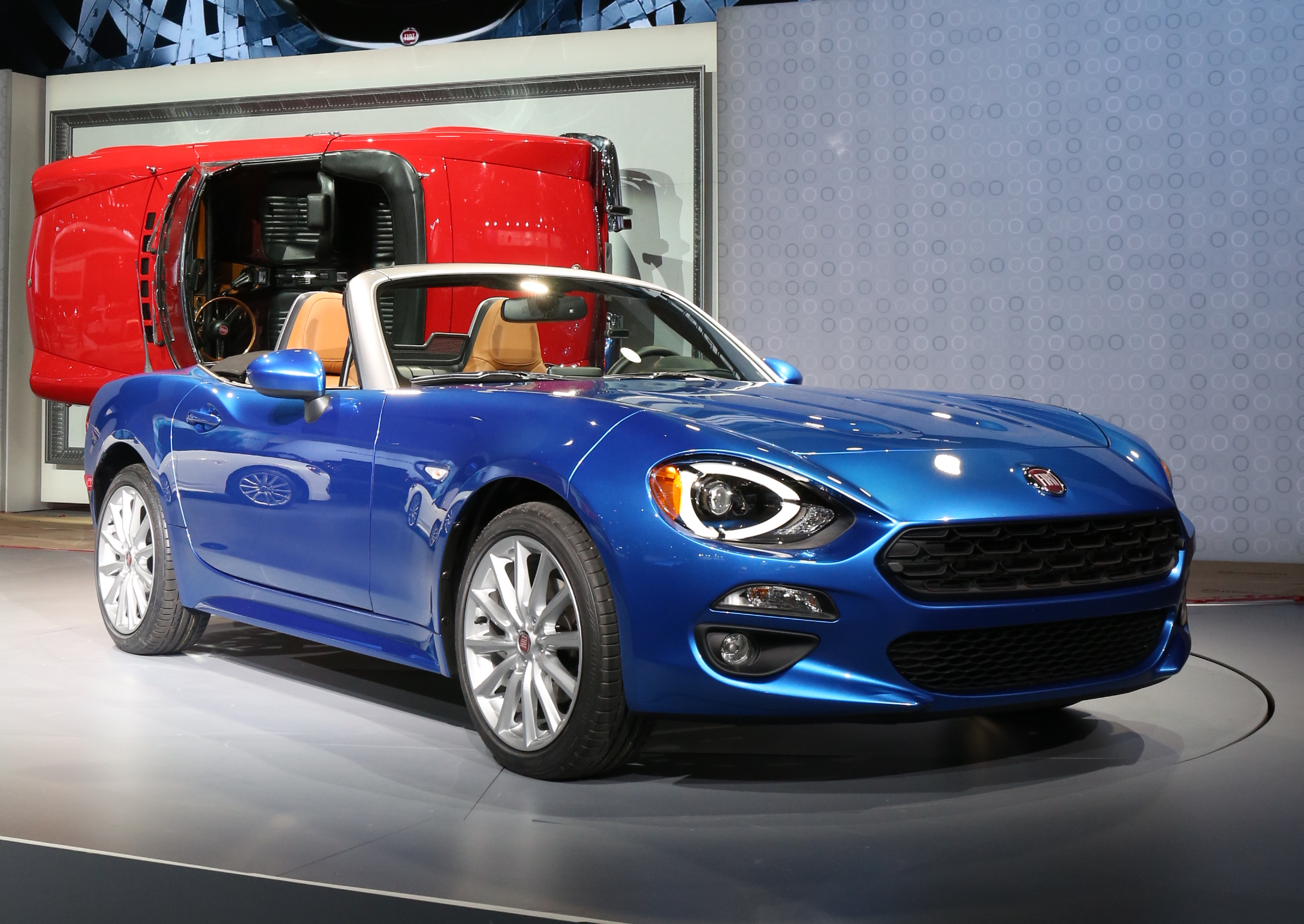
Fiat 124 Spider (2016)

De naam 124 Spider werd in 2016 nieuw leven ingeblazen door een joint venture met Mazda. De Fiat 124 Spider op basis van de Mazda MX-5 werd in november 2015 onthuld op de Los Angeles Auto Show.
Huidige modellen: 
124 Spider ·
500 ·
500e ·
500L ·
500X ·
600 ·
Aegea ·
Argo ·
Cronos · 
Doblò · 
Ducato ·
Fiorino ·
Fullback ·
Linea ·
Palio · 
Panda · 
Punto · 
Qubo ·
Scudo · 
Siena ·
Strada ·
Tipo · 
Ulysse
Historische modellen na de Tweede Wereldoorlog: 
124 · 
125 · 
126 · 
127 · 
128 · 
130 · 
131 · 
132 · 
133 · 
147 · 
148 · 
242 ·
500 ·
600 · 
600 Multipla · 
850 · 
1100 · 
1200 · 
1300/1500 · 
1400/1900 · 
1800/2100 · 
2300 · 
Albea ·
Argenta · 
Barchetta · 
Bianchina ·
Bravo · 
Brío · 
Campagnola · 
Cinquecento · 
Coupé · 
Croma · 
Dino · 
Duna · 
Elba ·
Fiorino ·
Freemont ·
Grande Punto ·
Idea ·
Marea · 
Marengo · 
Mod 5 · 
Multipla · 
Oggi · 
Panorama · 
Penny · 
Prêmio · 
Regata · 
Ritmo · 
Sedici ·
Seicento · 
Spazio · 
Stilo ·
Talento · 
Tempra · 
Tipo · 
Turbina · 
Uno · 
Vivace · 
X1/9
Historische modellen voor de Tweede Wereldoorlog: 
1 · 
1T · 
10 HP · 
12 HP · 
24 HP · 
2B Torpedo · 
4 HP · 
501 · 
502 · 
503 · 
505/507 · 
508 · 
509 · 
510/512 · 
514 · 
515 · 
518 · 
519 · 
520 · 
521 · 
522 · 
524 · 
525 · 
527 · 
60 HP · 
70 · 
801 · 
1100 · 
1500 · 
2800 · 
Brevetti · 
Laundolet · 
Modello O · 
Tipo 2 · 
Tipo Torpedo · 
Topolino · 
Zero